# Aleksandr Troeskavetsky
Aleksandr Troeskavetsky (Oekraïens: Олександр Троєскавецький) (Simferopol, 23 februari 1985) is een Oekraïense schaker. Hij is sinds juli 2004 een internationaal meester.  In 2006 was zijn FIDE-rating 2420, in 2016 is zijn rating 2387. 
- Van 16 t/m 24 mei 2005 speelde hij mee in de semi-finale om het kampioenschap van Oekraïne en eindigde daar met 7 uit 9 op de tweede plaats.
- Van 24 augustus t/m 2 september 2005 speelde hij mee in het knock-outtoernooi om het kampioenschap van Oekraïne in Rivne dat door Aleksandr Aresjtsjenko gewonnen werd.

## Schaakverenigingen
Bij de Oekraïense  teamkampioenschappen speelde   Troeskavetsky in 2001 en 2002 voor Blik Simferopol, in 2003 voor het team van de Ingenieur- und pädogischen Universität Simferopol, in 2005 en 2006 voor Rodowit Krim en in 2007 voor de Nationale Taurische Wernadskyj-Universität.

## Externe koppelingen
- (en)   Informatie over schaakpartijen van Aleksandr Troeskavetsky op ChessGames.com
- (en)   Informatie over schaakpartijen van Aleksandr Troeskavetsky op 365chess.com
- (en)  FIDE-ratinggegevens voor Aleksandr Troeskavetsky